# دانيال هيث جوستيس
دانيال هيث جوستيس (بالإنجليزية: Daniel Heath Justice)‏ (15 يوليو 1975، كولورادو في الولايات المتحدة)؛ روائي أمريكي.